# Julio Somoza
Julio Somoza de Montsoriú i García Sala (Gijón, 23 de desembre de 1848 - ibídem, 25 d'octubre de 1940) va ser un historiador asturià.

## Biografia
La seva infància transcorre a Galícia i Castella i Lleó on intenta accedir a l'Acadèmia d'Artilleria, lloc que no aconsegueix a causa d'un problema físic.
El 1873 s'instal·la a Gijón i comença a dedicar-se a l'estudi de la història i cultura d'Astúries.
El 1881 funda al costat de Máximo Fuertes Acevedo, Braulio Vigón i Fermín Canella Secades «La Quintana» una espècie d'acadèmia per a l'estudi dels costums i del passat d'Astúries. A part d'aquesta tasca inicia les seves col·laboracions amb diferents periòdics de l'àmbit regional com El Productor Asturiano, El Eco de Asturias, Revista de Asturias o Diario el Carbayón i a Madrid en La Ilustración Gallega i Asturiana (1879-1982). Per a aquestes col·laboracions usava sovint el pseudònim Don Diego de Noche.
El 1909 va ser nomenat cronista oficial de la vila de Gijón, i el 1924, després de la mort del seu amic Fermín Canella, cronista oficial del Principat d'Astúries, càrrecs que va exercir fins a la seva defunció a Gijón el 1940.

## Obra
Va ser gran admirador de la figura de Jovellanos escrivint nombroses obres entorn de la figura i l'obra de l'il·lustrat. Dins d'aquesta etapa es pot indicar:
- Jovellanos: nuevos datos para su biografía (1885)
- Las amarguras de Jovellanos: Bosquejo biográfico con notas y setenta y dos documentos inéditos (Gijón, 1889)
- Escritos inéditos de Jovellanos, dispuestos para la impresión (Barcelona, 1891)
- Inventario de un jovellanista (Madrid, 1901)
- Documentos para escribir la biografía de Jovellanos (Madrid, 1911)
- Cartas de Jovellanos a Lord Vassall Holland sobre la guerra de la Independencia —1808-1814—, con prólogo, notas e índices aclaratorios (Madrid, 1911)
- Jovellanos: manuscritos inéditos, raros o dispersos (Madrid, 1913)

Altres obres són:
- «Cosiquines de la mió quintana» (Oviedo, 1884).
- «Noticia biográficas y bibliográficas de Máximo Fuertes Acevedo» (Oviedo, 1885).
- «Registro Asturiano» (Oviedo, 1927)